# 广州白云山足球俱乐部
广州白云山足球俱乐部，是中国广州市已解散的一家足球俱乐部，俱乐部只存在了短短的三年时间。

## 历史
1998年，白云山企业集团有限公司出资成立了俱乐部，聘请原天津队教练沈福儒为主教练，以天津籍年轻球员为主，加上华南理工大学等学校的几名大学生，在当赛季就获得了乙级联赛冠军，以“当年组队、当年参赛、当年夺冠”成为了中国足坛的佳话。
1999年甲B联赛中，主场设在中山市兴中体育场。沈福儒前五轮带队取得1平4负的糟糕成绩后教练职位被李勇所取代，但李勇依然无法扭转球队的颓势，之后14轮成绩为1平13负，其中包括客场1比8惨败于陕西国力。沈福儒在联赛还剩三轮时重掌帅印，球队在前21轮都未尝胜果（其中第8至21轮取得14连败），直到联赛的最后一轮才在客场1比0击败江苏加佳获得联赛首胜，最终以1胜2平19负的成绩降级，而5分的联赛积分也创下中国联赛职业史的最低纪录。
2000年广州白云山再参加乙级联赛，主场设在广州白云山制药厂足球场，但在半决赛输给天津立飞，未能再现升级奇迹，年底球队宣布解散。

## 著名球员
- 卡塔拉伊

## 历任教练
- 沈福儒：1998-1999
- 李勇：1999
- 沈福儒：1999-2000

## 与广州队的关系
20世纪80年代末期，白云山制药厂资助的广州白云足球队曾是中国一支足坛劲旅，1992年白云山退出了中国足坛，而这支广州队之后经历了多个不同的赞助商时期，2006年被白云山制药厂所属的广州医药集团收购，2009年白云山制药厂购买球队冠名权，球队定名为广州医药白云山。现在球队以广州恒大的名称竞争于中国足球超级联赛行列。
所以虽然两个白云山赞助的广州队的名称相近，实际是完全不同的两支球队。